# Ed Searcy
Edwin „Ed” Searcy (ur. 17 kwietnia 1952 w Nowym Jorku) – amerykański koszykarz, występujący na pozycji niskiego skrzydłowego.

## Osiągnięcia
- Uczestnik turnieju NCAA (1973)